# Restriktionsenzym
Restriktionsenzymer er en gruppe af enzymer, der er i stand til at genkende en bestemt DNA-sekvens, hvorefter den kløver DNA'et. Resultatet er, at et stort DNA-molekyle opdeles i et antal mindre og veldefinerede stykker.
Restriktionsenzymer findes i bakterier hvor de fungerer som en forsvarsmekanisme mod fremmede DNA-molekyler (fx fra bakteriofager, dvs bakterievirus). Enzymerne begrænser hvilket DNA, som kan introduceres i bakterien, uden at blive klippet i stykker, og derfor benævnes de restriktionsenzymer. Hvorvidt et fremmed DNA-molekyle klippes i stykker af et restriktionsenzym afhænger dels af selve DNA-sekvensen (rækkefølgen af nukleotiderne), og dels af en eventuel metylering af DNA'et. Visse bakterier anvender metylering af deres eget DNA som beskyttelse mod restriktionsenzymer, som ellers ville klippe den pågældende DNA-sekvens.
I moderne molekylærbiologi anvendes restriktionsenzymer til at klippe præcist i DNA-molekyler. Forskellige DNA-molekyler kan efterfølgende sættes sammen ved brug af en DNA-ligase.

## Typer
Restriktionsendonukleaser kategoriseres i tre hovedgrupper (type I, II og III) baseret på deres opbygning og behov for cofaktor(er), udformningen af deres genkendelsessekvens samt positionen af deres DNA-kløvningssite relativt til genkendelsessekvensen.

### Type I
Type I-restriktionsenzymer var de første, der blev identificerede, og de er karakteristiske for to forskellige stammer (K-12 og B) af E. coli. Disse enzym kløver et site forskelligt fra, og et stykke væk (mindst 1000 bp) fra, deres genkendelsessekvens. Genkedelsessekvensen er assymetrisk og består af to stræk – et bestående af 3-4 nukleotider og et andet bestående af 4-5 nukleotider – adskilt af et afstandsstykke på omkring 6-8 nukleotider. Flere cofaktorer, heriblandt S-adenosylmetionin (SAM), hydrolyseret adenosintrifosfat (ATP) og magnesium (Mg2+) ioner, er nødvendige for deres aktivitet. Type I-restriktionsenzymer består af tre underenheder kaldet HsdR, HsdM og HsdS; HsdR er nødvendig for kløvningen, HsdM behøves for at tilføje metyl-grupper til værts-DNA'et (metyltransferaseaktivitety) og HsdS er vigtig for specificiteten af genkendelsen af kløvningssitet foruden dets metyltransferaseaktivitet.

### Type II
Typiske type II- restriktionsenzymer adskiller sig fra type I-restriktionsenzymer på flere måder. De består af kun én underenhed, deres genkendelsessekvens er normalvis ikke opdelt, men derimod palindromisk og 4-8 nukleotider lang, de genkender og kløver DNA på samme site, og de benytter sig ikke af ATP eller SAM for at opnå aktivitet – de behøver som oftest kun divalent(e) metalion(er) som cofaktor(er) (oftest Mg2+, men også Mn2+). Denne type af restriktionsenzymer er mest tilgængelig og anvendt. I 1990'erne og begyndelsen af 2000'erne blev nye enzyme fra denne familie, som ikke fulgte alle de klassiske kriterier for denne enzymklasse, opdagede, og en ny nomenklatur for underfamilier blev udviklet i henhold til at inddele denne store familie i underkategorier baseret på afvigelserne fra de typiske karakteristika for type II-restriktionsenzymer. Disse undergrupper defineres ved brug af et bogstavssuffiks.
Type IIB-restriktionsenzymer (fx BcgI og BplI) er multimerer, bestående af mere end en underenhed. De kløver DNA'et på begge sider af genkendelsessekvensen og både SAM og Mg2+ er nødvendige cofaktorer. Type IIE-restriktionsendonukleaser (fx NaeI) kløver DNA som følge af interaktionen med to kopier af genkendelsessekvensen. En genkendelsessekvens agerer som mål for kløvningen, mens den anden agerer som en allosterisk effektor, der øger hastigheden af eller forbedrer effektiviteten af kløvningen. Lig type IIE interagerer type IIF-restriktionsendonukleaser (fx NgoMIV) også med to kopier af deres genkendelsessekvens, men kløver begge sekvenser på samme tid. Type IIG-restriktionsendonukleaser (Eco57I) har kun en underenhed, ligesom klassiske type II-restriktionsenzymer, men behøver cofaktoren SAM for at være aktiv. Type IIM-restriktionsendonukleaser, så som DpnI, er i stand til at genkende og kløve metyleret DNA. Type IIS-restriktionsendonukleaser (fx FokI) kløver DNA ved en bestemt afstand fra deres ikke-palindromiske asymmetriske genkendelsessekvenser. Disse enzymer kan fungere som dimerer. Tilsvarende er type IIT-restriktionsenzymer (fx Bpu10I og BslI) sammensat af to forskellige underenheder. Nogle genkender palindromiske sekvenser, mens andre har asymmetriske genkendelsessekvenser.

### Type III
Type III-restriktionsenzymer (fx EcoP15) genkender to separate ikke-palindromiske sekvenser, der er omvendt orienterede. Di kløver DNA omkring 20-30 basepar efter genkendelsessekvensen. Disse enzyme består af mere end en underenhed og har brug for SAM- og ATP-cofaktorer til at udføre henholdsvis DNA-metylering og –kløvning.

## Nomenklatur
Siden opdagelsen i 1970’erne er mere end 100 forskellige restriktionsenzymer blevet identificeret I forskellige bakterier. Hvert enzym navngives efter den bakterie fra hvilken det er blevet isoleret ved brug af et navngivningssystem baseret på bakteriens slægt, art og stamme. For eksempel er navnet for restriktionsenzymet EcoRI udledt som vist I boksen til højre.

## Fodnoter
1. 1 2  Bickle TA, Krüger DH (juni 1993). "Biology of DNA restriction". Microbiol. Rev. 57 (2): 434-50. PMC 372918. PMID 8336674.
2. ↑  Boyer HW (1971). "DNA restriction and modification mechanisms in bacteria". Annu. Rev. Microbiol. 25: 153-76. doi:10.1146/annurev.mi.25.100171.001101. PMID 4949033.
3. ↑  Yuan R (1981). "Structure and mechanism of multifunctional restriction endonucleases". Annu. Rev. Biochem. 50: 285-319. doi:10.1146/annurev.bi.50.070181.001441. PMID 6267988.
4. 1 2  Murray NE (juni 2000). "Type I restriction systems: sophisticated molecular machines (a legacy of Bertani and Weigle)". Microbiol. Mol. Biol. Rev. 64 (2): 412-34. PMC 98998. PMID 10839821.
5. ↑  PDB 1qps Gigorescu A, Morvath M, Wilkosz PA, Chandrasekhar K, Rosenberg JM (2004). "The integration of recognition and cleavage: X-ray structures of pre-transition state complex, post-reactive complex, and the DNA-free endonuclease".  I Alfred M. Pingoud (red.). Restriction Endonucleases (Nucleic Acids and Molecular Biology, Volume 14). Berlin: Springer. s. 137–178. ISBN 3-540-20502-0.{{cite book}}:  CS1-vedligeholdelse: Flere navne: authors list (link)
6. 1 2 3 4 5 6 7 8 9  Pingoud A, Jeltsch A (september 2001). "Structure and function of type II restriction endonucleases". Nucleic Acids Res. 29 (18): 3705-27. doi:10.1093/nar/29.18.3705. PMC 55916. PMID 11557805.
7. ↑  Dryden DT, Murray NE, Rao DN (september 2001). "Nucleoside triphosphate-dependent restriction enzymes". Nucleic Acids Res. 29 (18): 3728-41. doi:10.1093/nar/29.18.3728. PMC 55918. PMID 11557806.{{cite journal}}:  CS1-vedligeholdelse: Flere navne: authors list (link)
8. ↑  Meisel A, Bickle TA, Krüger DH, Schroeder C (januar 1992). "Type III restriction enzymes need two inversely oriented recognition sites for DNA cleavage". Nature. 355 (6359): 467-9. doi:10.1038/355467a0. PMID 1734285.{{cite journal}}:  CS1-vedligeholdelse: Flere navne: authors list (link)
9. ↑  Smith HO, Nathans D (december 1973). "Letter: A suggested nomenclature for bacterial host modification and restriction systems and their enzymes". J. Mol. Biol. 81 (3): 419-23. PMID 4588280.
10. ↑  Roberts RJ, Belfort M, Bestor T, Bhagwat AS, Bickle TA, Bitinaite J, Blumenthal RM, Degtyarev SKh, Dryden DT, Dybvig K, Firman K, Gromova ES, Gumport RI, Halford SE, Hattman S, Heitman J, Hornby DP, Janulaitis A, Jeltsch A, Josephsen J, Kiss A, Klaenhammer TR, Kobayashi I, Kong H, Krüger DH, Lacks S, Marinus MG, Miyahara M, Morgan RD, Murray NE, Nagaraja V, Piekarowicz A, Pingoud A, Raleigh E, Rao DN, Reich N, Repin VE, Selker EU, Shaw PC, Stein DC, Stoddard BL, Szybalski W, Trautner TA, Van Etten JL, Vitor JM, Wilson GG, Xu SY (april 2003). "A nomenclature for restriction enzymes, DNA methyltransferases, homing endonucleases and their genes". Nucleic Acids Res. 31 (7): 1805-12. doi:10.1093/nar/gkg274. PMC 152790. PMID 12654995.{{cite journal}}:  CS1-vedligeholdelse: Flere navne: authors list (link)